# Montsalvy
Montsalvy település Franciaországban, Cantal megyében. Lakosainak száma 832 fő (2022. január 1.). Montsalvy Le Fel, Saint-Hippolyte, Junhac, Labesserette, Lapeyrugue és Vieillevie községekkel határos.

## Népesség
A település népességének változása:
| Lakosok száma | 947  | 927  | 970  | 892  | 880  | 860  | 817  | 815  | 812  | 832  |
|               | 1968 | 1982 | 1990 | 2006 | 2013 | 2015 | 2017 | 2019 | 2020 | 2022 |